# Портрет Сузане Лунден
Портрет Сузане Лунден или Сламнати шешир (ориг: енгл. Portrait of Susanna Lunden или фр. Le Chapeau de Paille) је слика фламанског уметника барока Петера Паула Рубенса. Сматра се да је настала у периоду између 1622 и 1625. године. Портрет се налази у Националној галерији у Лондону, у Уједињеном Краљевству.

## Опис
Подаци о особи са портрета нису сачувани, али верује се да је реч о Сузани Лунден, рођеној Фурман (1599–1628), старије сестре Рубенсове будуће супруге Јелене Фурман.
Директан поглед модела, под сенком шешира, са прстеном на прсту, сугерише да је слика венчани или веренички портрет. Треба напоменути да се Сузана Фурман удала за свог другог мужа, Арнолда Лундена, тапатером и трговцем свилом из Антверпена, 1622. године, а портрет вероватно потиче из овог доба.
Оригинални наслов слике је „Сламнати шешир“ (фр. Le Chapeau de Paille), иако шешир није направљен од сламе, већ од филца. Неки историчари уметности сматрају да термин "слама (фр. paille)" означава неки старији назив, уз помоћ којег је Рубенс можда желео да нагласи посебан облик шешира. Други верују да је по среди грешка око речи која би означавала материјал од којег је направљен шешир. У сваком случају, шешир који баца сенку на лице младе жене представља најупечатљивији елемент овог портрета. У позадини модела насликани су тамни облаци на десној страни, што је у контрасту са светлијим плавим небом на левој страни.
Рубенсов портрет је гравирао Роберт Купер 1823. године.

## Утицај
Рубенсови портрети били су веома популарни у 18. веку и инспирисали су друге уметнике. Варијанте Сламнатог шешира насликало је неколико сликара, укључујући и „Аутопортрет са сламнатим шеширом” француске сликарке Елизабете Виже-Лебран.
Године 1826. године белгијски уметник Фердинанд де Браекелеер представио је своју слику инспирисану Рубенсовом сликом Сламнати шешир у павиљону у башти..